# Kościół św. Marka w Peraście

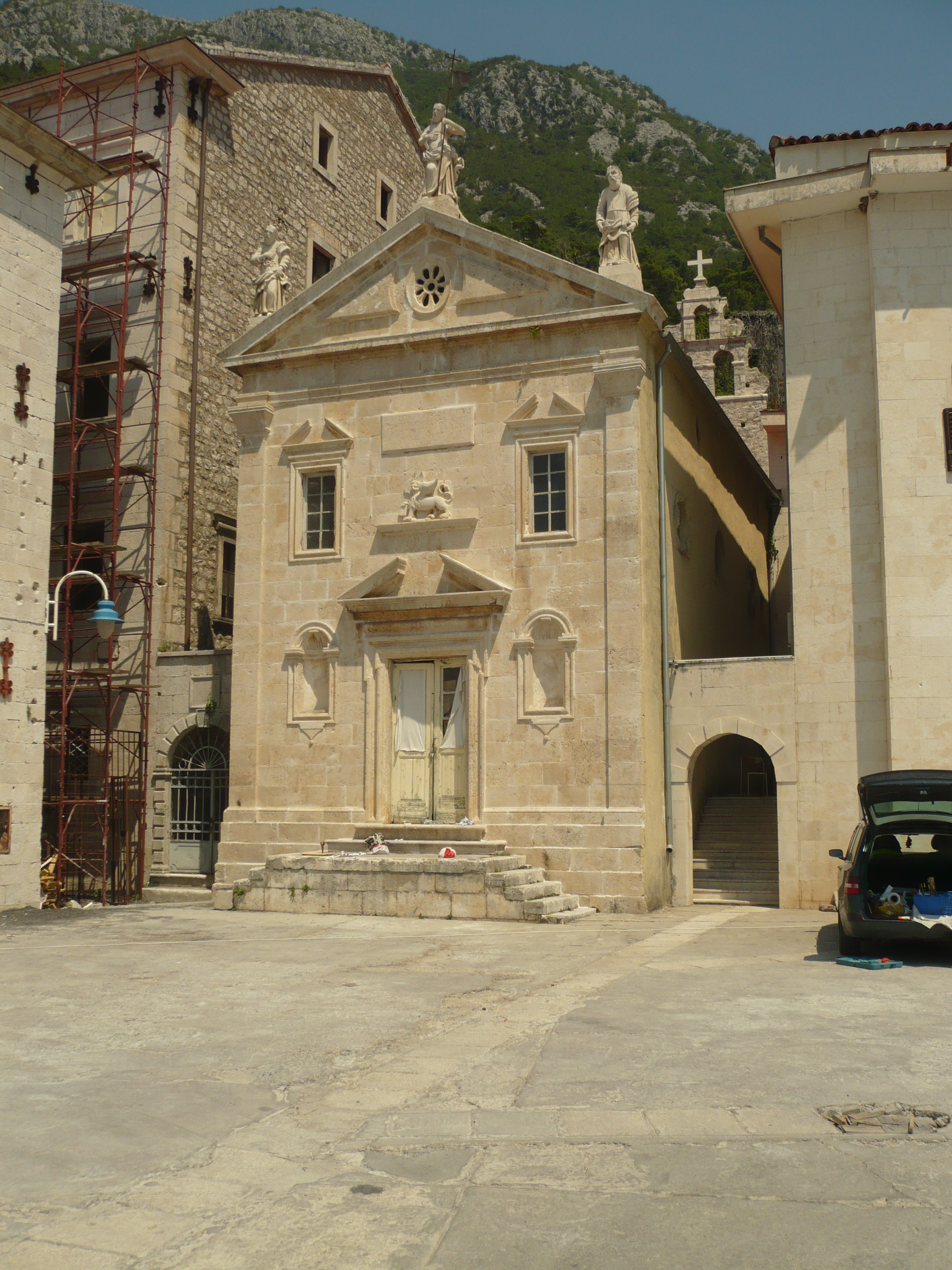
Kościół św. Marka w Peraście

Kościół św. Marka (serbsko-chorw. Sveti Marko) – zabytkowy kościół w mieście Perast nad Zatoką Kotorską w Czarnogórze. Usytuowany jest w zachodniej części miasta, w miejscu zwanym Pencici, tuż obok pałacu rodziny Smekija.
Ten niewielki kościółek, pod wezwaniem Bogarodzicy, św. Anny, św. Macieja i św. Marka Ewangelisty, zbudowany został w 1760 r. przez Mateja Štukanovića z przeznaczeniem na rodzinne mauzoleum i kaplicę grobową. 
Murowany na planie wydłużonego prostokąta, jednonawowy, nakryty jest dachem dwuspadowym. Wąski, trzyosiowy fronton lemowany jest na całej wysokości parą pilastrów z głowicami korynckimi. Ponad portalem wejściowym znajduje się płaskorzeźba przedstawiająca weneckiego lwa świętego Marka, zaś nad nim tablica fundacyjna. Trójkątny tympanon frontonu zdobi centralnie usytuowane, okrągłe okno w formie rozety, zaś wieńczą go figury Chrystusa Zmartwychwstałego (w środku) oraz św. Piotra (z kluczami) i św. Marka (z ewangelią). Tylną ścianę wieńczy trójarkadowa dzwonniczka parawanowa.
Po II wojnie światowej obiekt był wykorzystywany jako magazyn i w trakcie przebudowy w 1959 r. usunięto z niego wszystkie elementy wyposażenia, niszcząc przy tym wystrój architektoniczny świątyni. Zachowały się jedynie pozostałości grobowców braci Štukanović z uszkodzonymi herbami oraz grobowiec zbiorowy. Oprócz innych, pochowani tu zostali m.in. Matija Štukanović, arcybiskup Baru w latach 1722-1744 oraz Andja, żona słynnego admirała Matiji Zmajevića.